# Зигль, Патрик
Патрик Зигль (чеш. Patrik Siegl; 26 февраля 1976 года, Штернберг, Чехословакия) — чешский футболист, полузащитник.

## Карьера
Начал карьеру в клубе «Унекс» из Уничова. В 17 лет перешёл в «Витковице», где выступал за молодёжную команду, а также сыграл четыре матча за основной состав.
Сезон 1994/95 провёл в «Зноймо», но играл мало и по завершении чемпионата перешёл в «Боби Брно». В новом клубе стал одним из ключевых игроков. Провёл в команде пять с половиной лет, сыграл в 157 матчах и забил 20 мячей.
В 2001 году перешёл в «Сигму», за которую успешно выступал в течение трёх сезонов. Проведя за команду из Оломоуца 81 матч и забив 13 мячей, в 2004 году отправился в аренду в клуб Второй Бундеслиги «Ян» из Регенсбурга.
В том же году вернулся в «Брно». Выступал за клуб до 2008 года, проведя 110 матчей, забив в них 3 мяча. В сезоне 2006/07 стал одним из четырёх игроков, проведших на поле все матчи без замен.
В 2008 году перешёл в «Капфенберг», выступавший в австрийской Бундеслиге. За два года провёл за клуб 68 матчей, отличившись 8 раз.
В 2010 году вернулся в Чехию, подписав контракт с клубом «Тршинец».
С 2012 года выступает за различные команды низших дивизионов в Австрии.